# 威廉·贝茨
威廉·霍雷肖·贝茨（英語：William Horatio Bates，1860年12月23日—1931年7月10日），美国眼科医生，致力于研究提高视力的方法。他提出的“无镜调焦法”值得质疑，而其认为延伸眼球，调节眼外肌能实现聚焦的理论，与现代眼科学和验光学矛盾。

## 生平
贝茨1881年毕业于康奈尔大学，乃一文学学士，1885年在哥伦比亚大学得到外科医生学位。他自1919年到1930年在专著《完美视力——摘掉眼镜》和“改善视力杂志”上发表了他的理论学说，其部分校正视力的方法基于心理学，内容与现代眼科理论矛盾。然而贝茨方法至今仍作为不同于现代西方医学的另类医疗手段获而得有限的认同和接受。
贝茨治疗的许多病人声称自己的视力障碍、特别是近视得到了治愈，这导致了贝茨与其他医生的争论。而贝茨则以其同行囿于成规来为自己辩护。

## 作品
因版权保护时期已过，他的作品《完美视力——摘掉眼镜》的完整版属于共有领域。1943年，删去争议观点的《完美视力——摘掉眼镜》出版。其中如“完美记忆黑色可以替代麻醉”、“建议向太阳看”已被删除。

## 贝茨的心理健康
贝茨很可能患有一种特殊的失忆症（或为某种心因性神游），据其讣告或误认为失语症。1902年贝茨两次失踪，直到其第二任妻子去世才重新出现。这件一事件据称使得贝茨对记忆现象产生了特殊兴趣，并影响了其后续工作方向。贝茨结过3次婚，离婚2次。1928年，他娶了他的助手艾米丽·C·莉尔曼。

## 对肾上腺素的研究
贝茨在另一项研究中发现了肾上腺分泌物的止血和收敛功能，并探讨了其在医学，特别是手术中的价值，这一发现后来被成功商业化，并定名为肾上腺素。。